# Erik Reimhult
Erik Reimhult, född 6 september 1915 i Hjorteds församling i Kalmar län, död 20 september 1999 i Törnsfalls församling i Kalmar län, var en svensk skulptör.
Erik Reimhult var under hela sin yrkesverksamma tid bosatt i nuvarande Västerviks kommun och från och med 1952 hade han sin verkstad och ateljé i Hjortenbaden, 9 km norr om Västervik.

## Utbildning, teknik
Erik Reimhult började i unga år snida djur och gubbar som fanns i hans omgivning. Åren 1942-45 utbildade han sig vid Västerviks bildhuggarskola. År 1957 praktiserade Erik Reimhult hos Bror Hjorth i Uppsala. Intresset för djur och natur gjorde att han ägnade mycket tid åt att utveckla sin speciella teknik: att med såg forma djurskulpturer i trä. Sågen som verktyg ger en kärvhet som väl stämmer överens med den karaktär man anar hos till exempel en älg eller en vildsvinsgalt. Detta uppnås bland annat genom att träytan lämnas just så rå som valet av denna teknik medger.

## Utställningar
Erik Reimhult hade utställningar främst i Småland. Bland Erik Reimhults separatutställningar kan följande platser nämnas: Karlskrona, Uddevalla, Linköping, Mariestad, Kalmar Konstmuseum, Växjö, Naturhistoriska riksmuseet i Stockholm "Djur i skulptur", Skogsmuseet i Gävle.

## Offentliga verk i urval

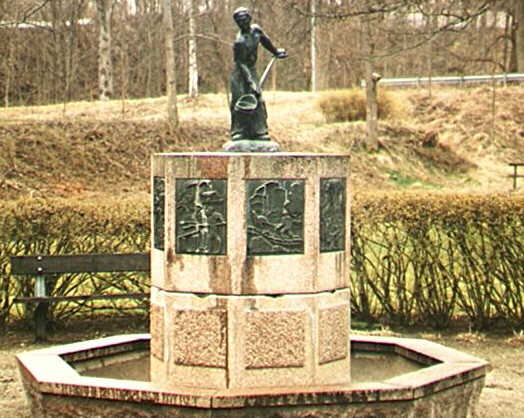
Minnesmärket Ankarsrums bruk 300 år

- Monument till arbetets ära, brons och granit, 1955, Bruksparken i Ankarsrum, i samband med Ankarsrums bruks 300-årsjubileum

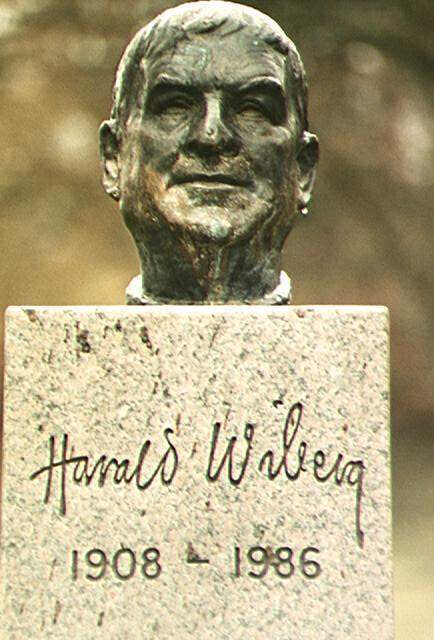
Porträttbyst av konstnären Harald Wiberg, 1989, Bruksparken i Ankarsrum
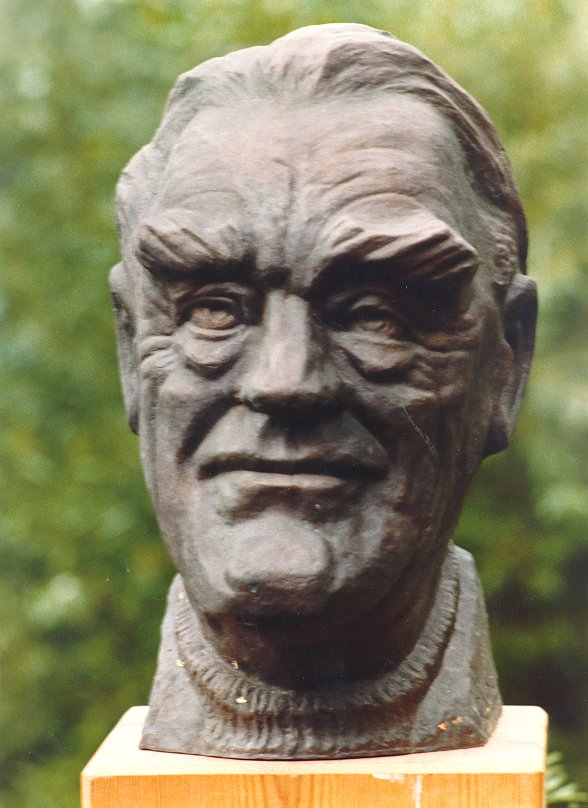
Vilhelm Moberg

- Minnestavlor i brons över Svenska Frivilliga Flygflottiljens (F 19) insatser, placerade i Helsingfors och Malmslätt.
- Två rådjur, brons, Västervik
- Rådjur, brons, kyrkogården i Hjorted
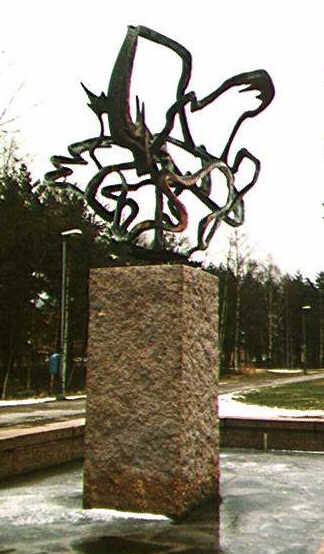
"Solkatt", brons, utanför entrén på Västerviks gymnasium.
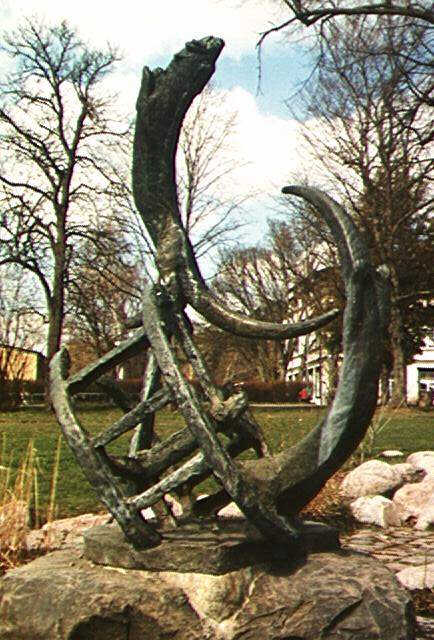
"Utterlek", brons, Gamleby
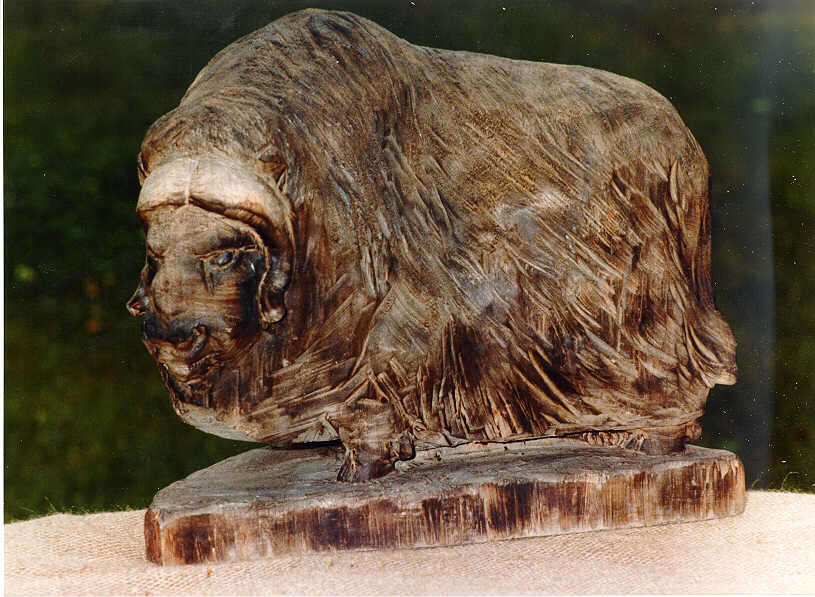
Bisonoxe, furu
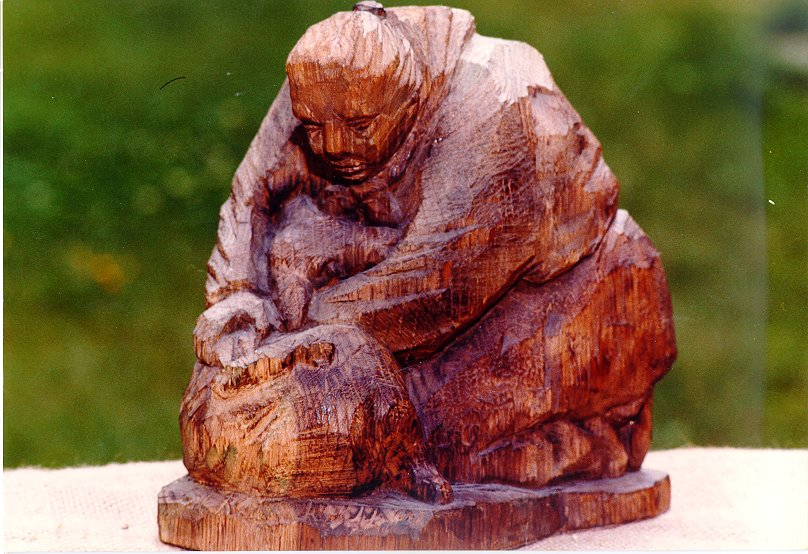
Fårklipperska, ek
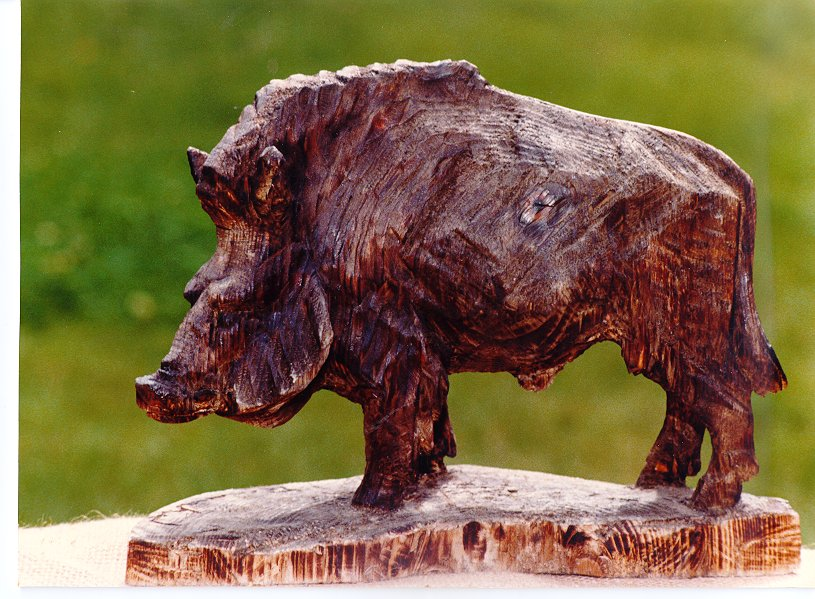
Vildsvin, furu
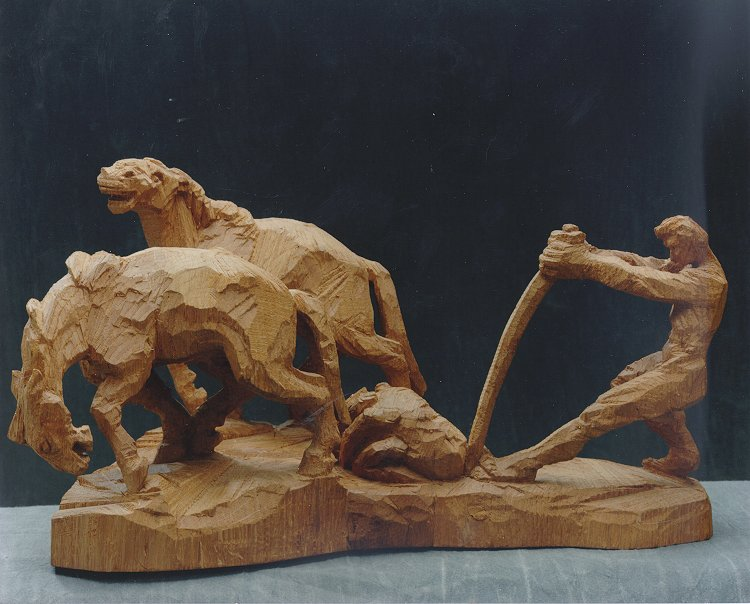
Smålänning, ek
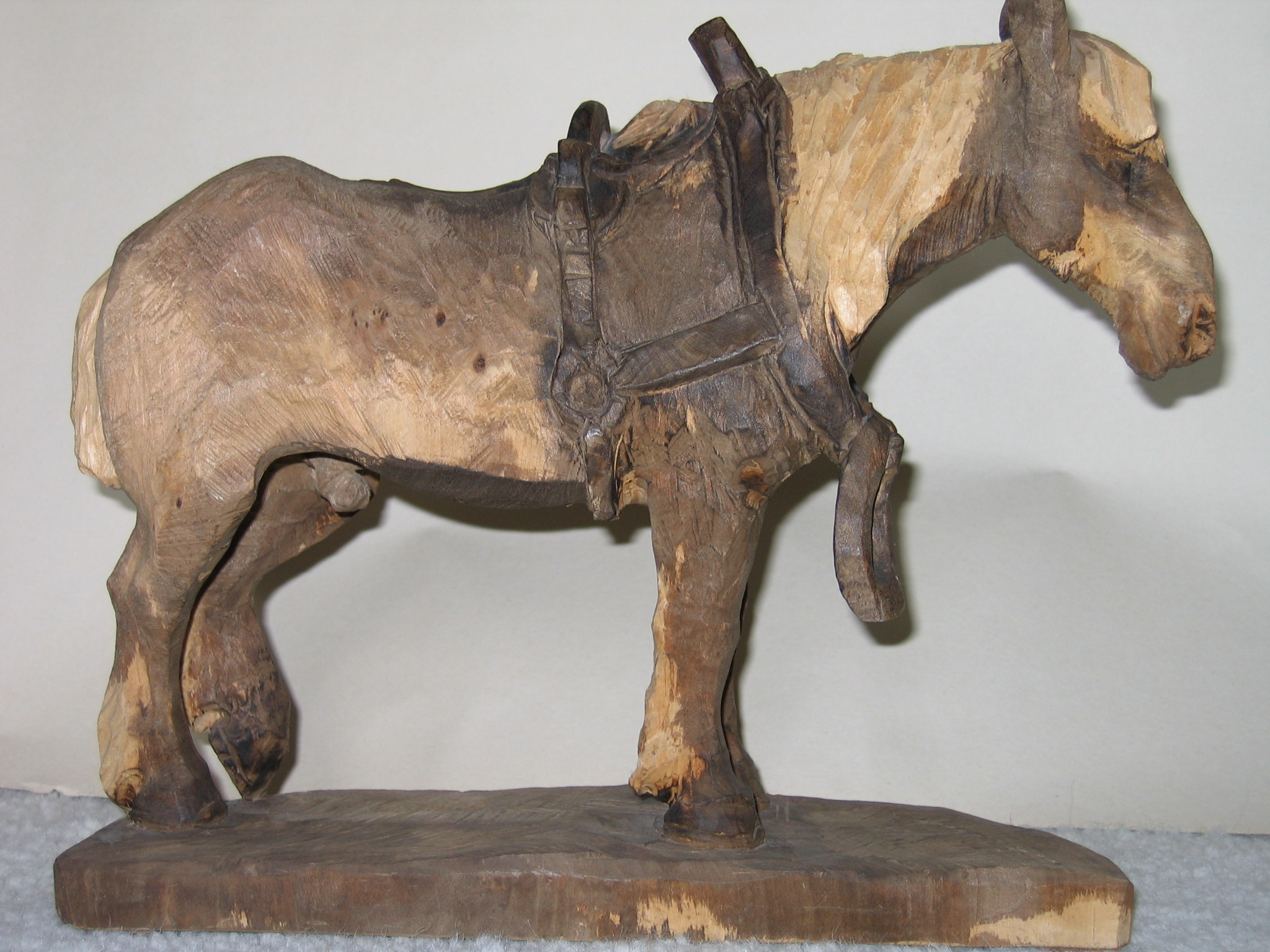
Häst, lind
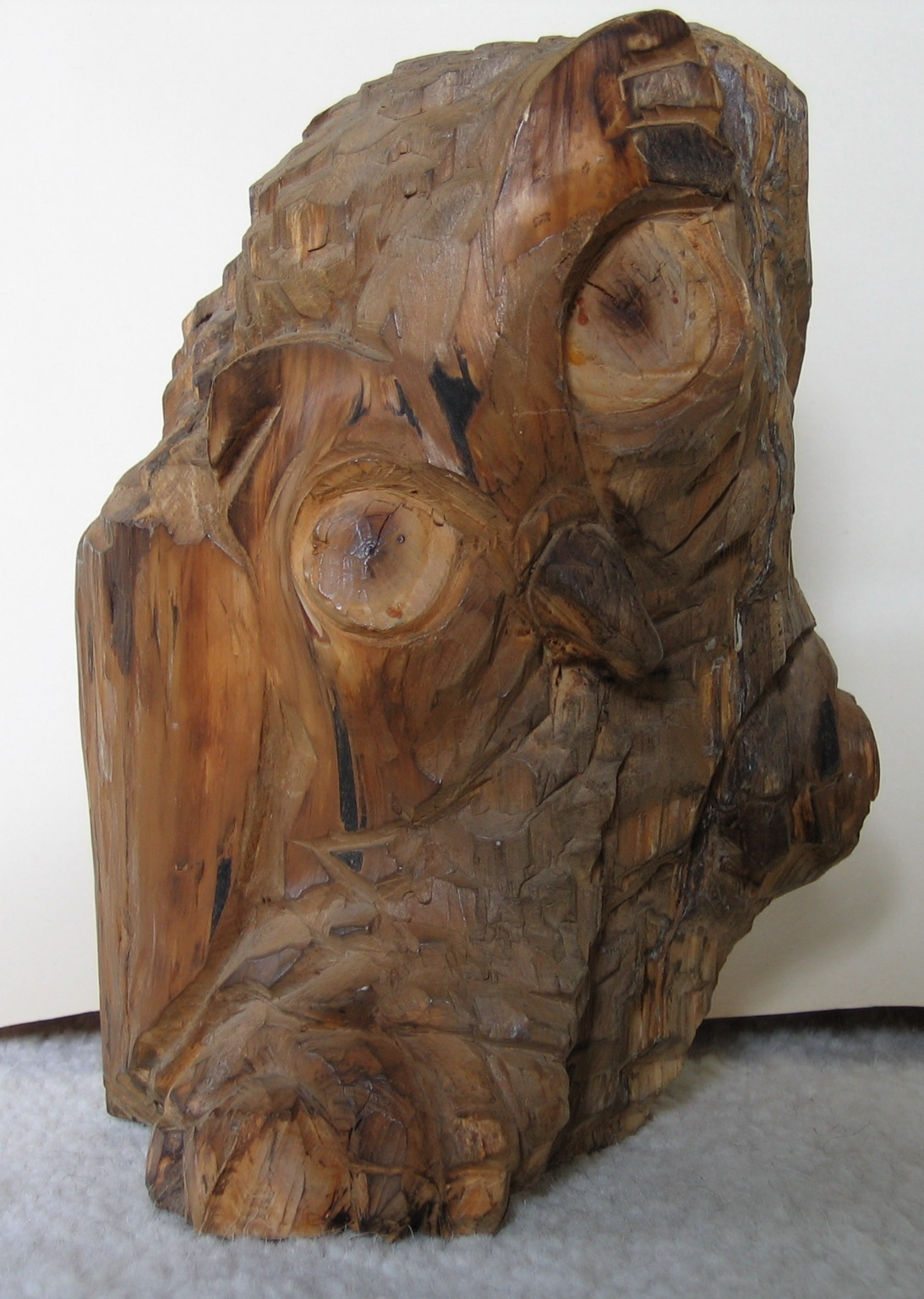
Bergsuv, furu
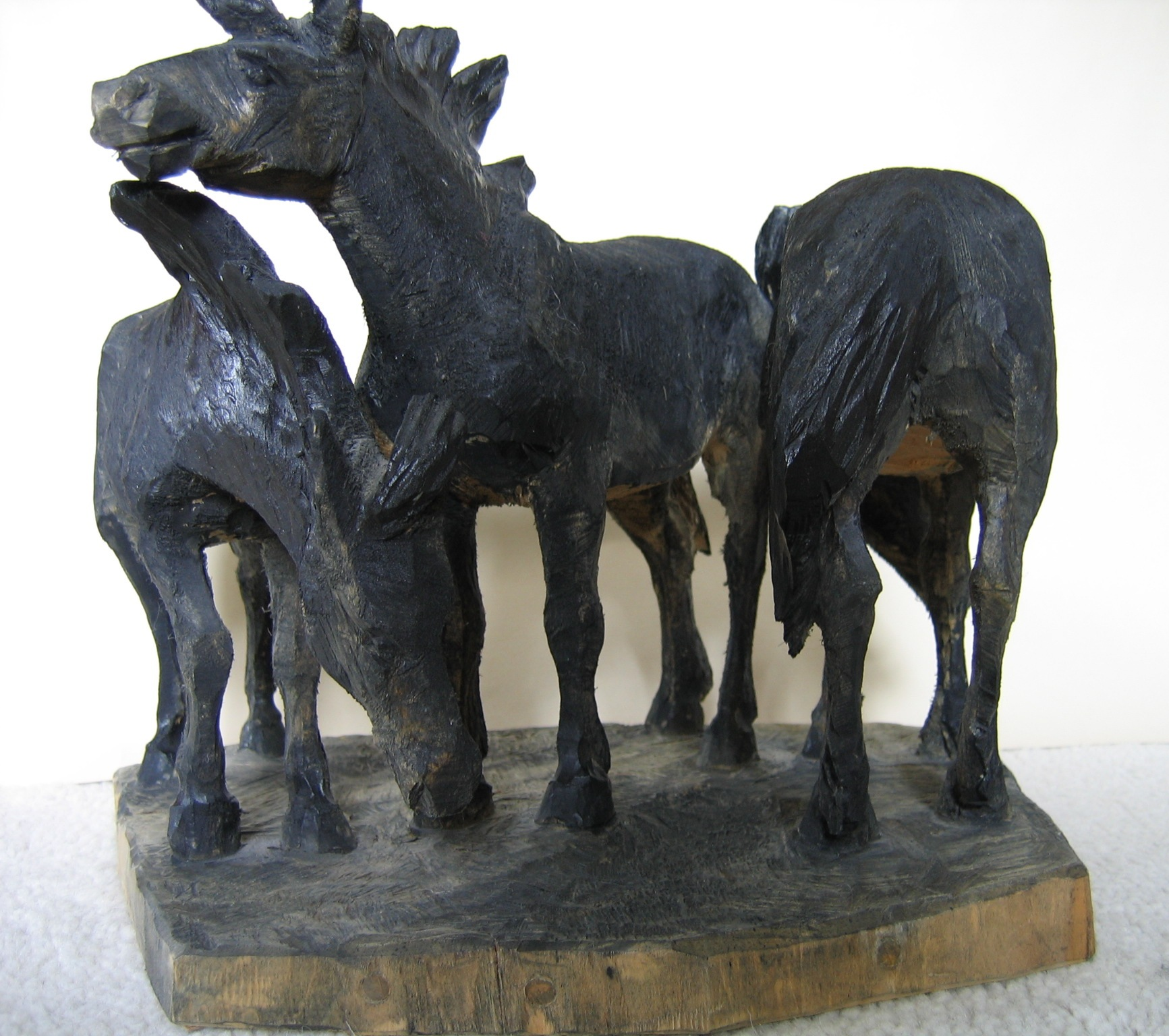
Häst i blåst, lind
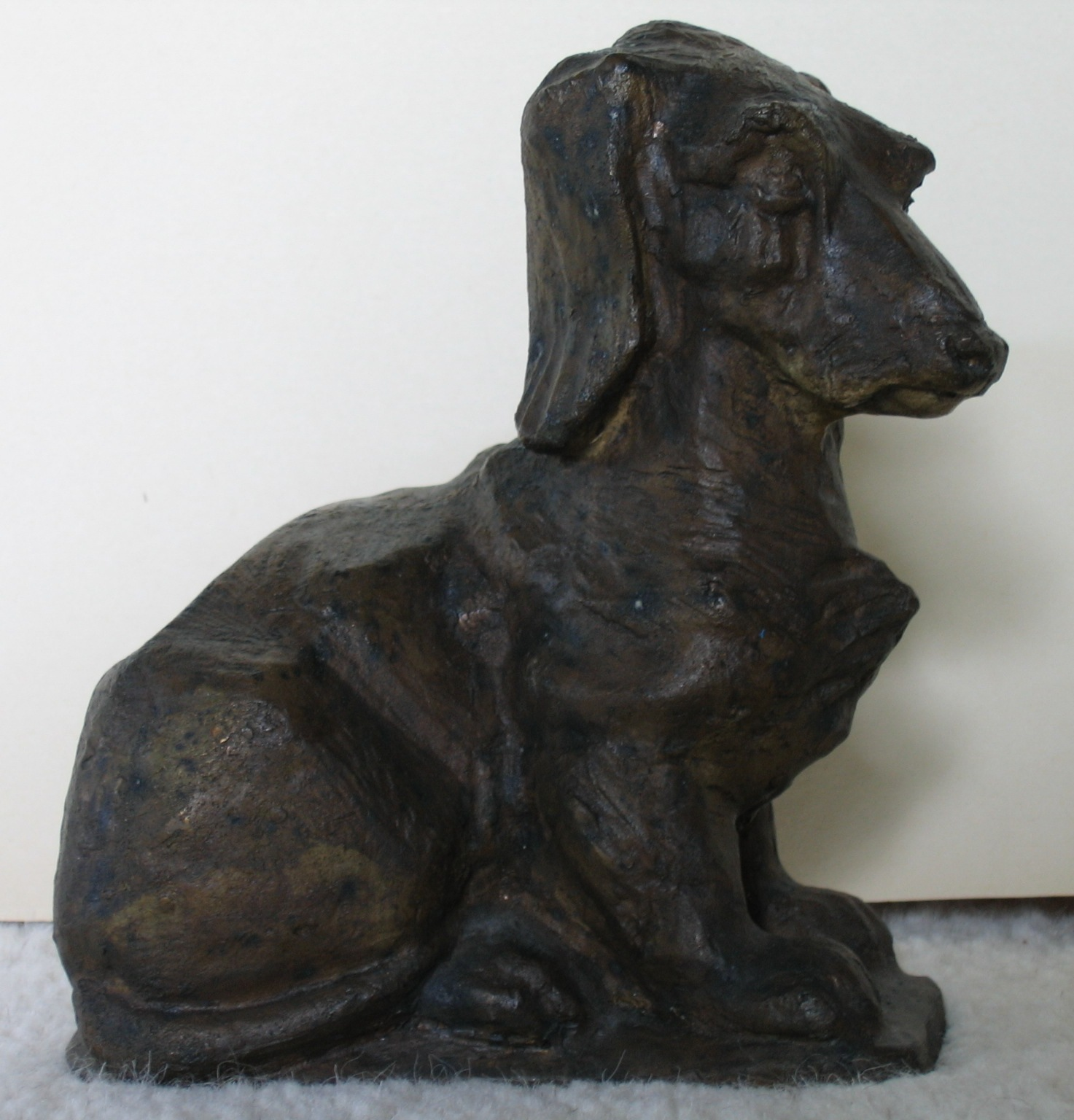
Tax, brons
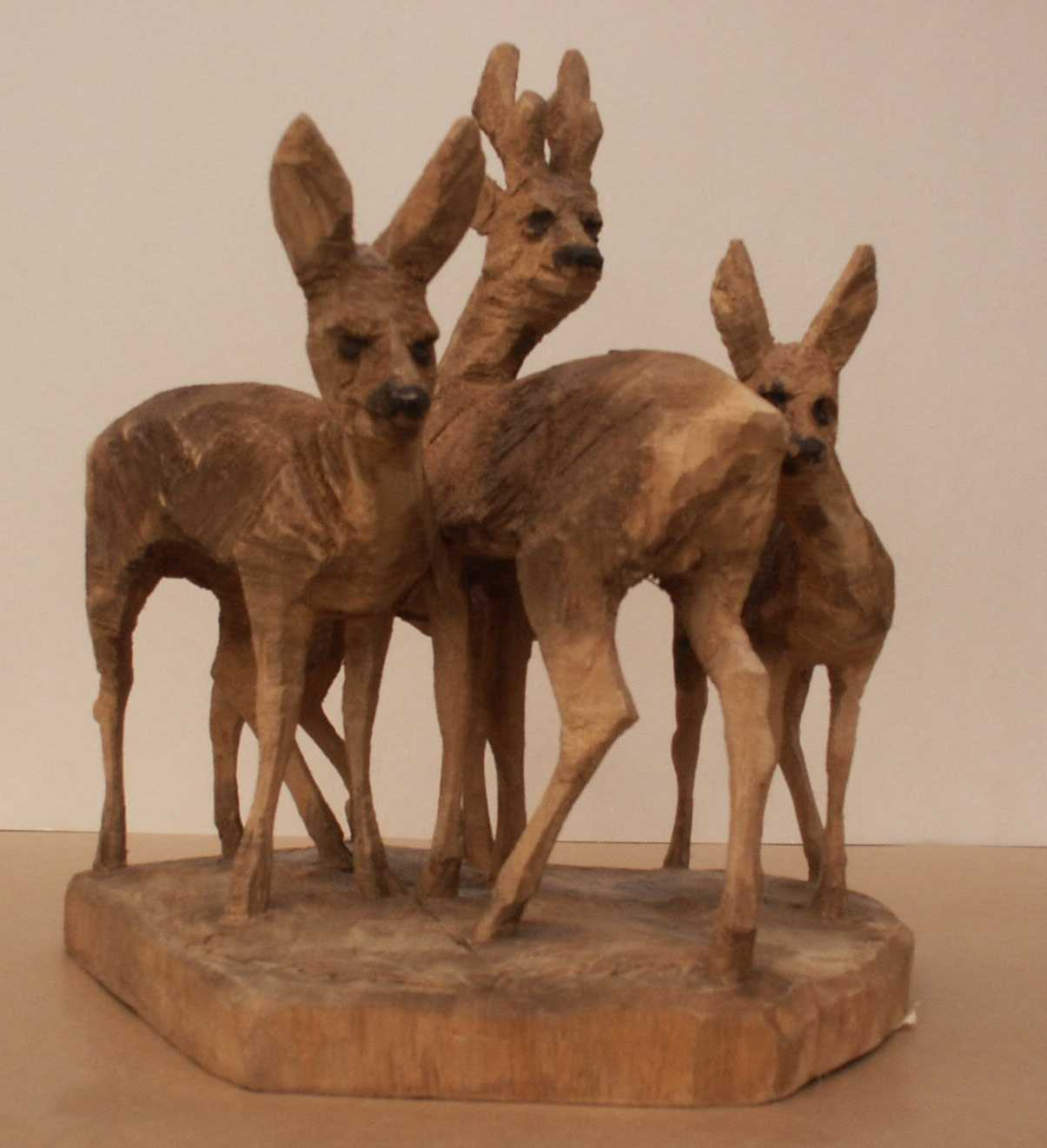
Rådjursfamilj, lind
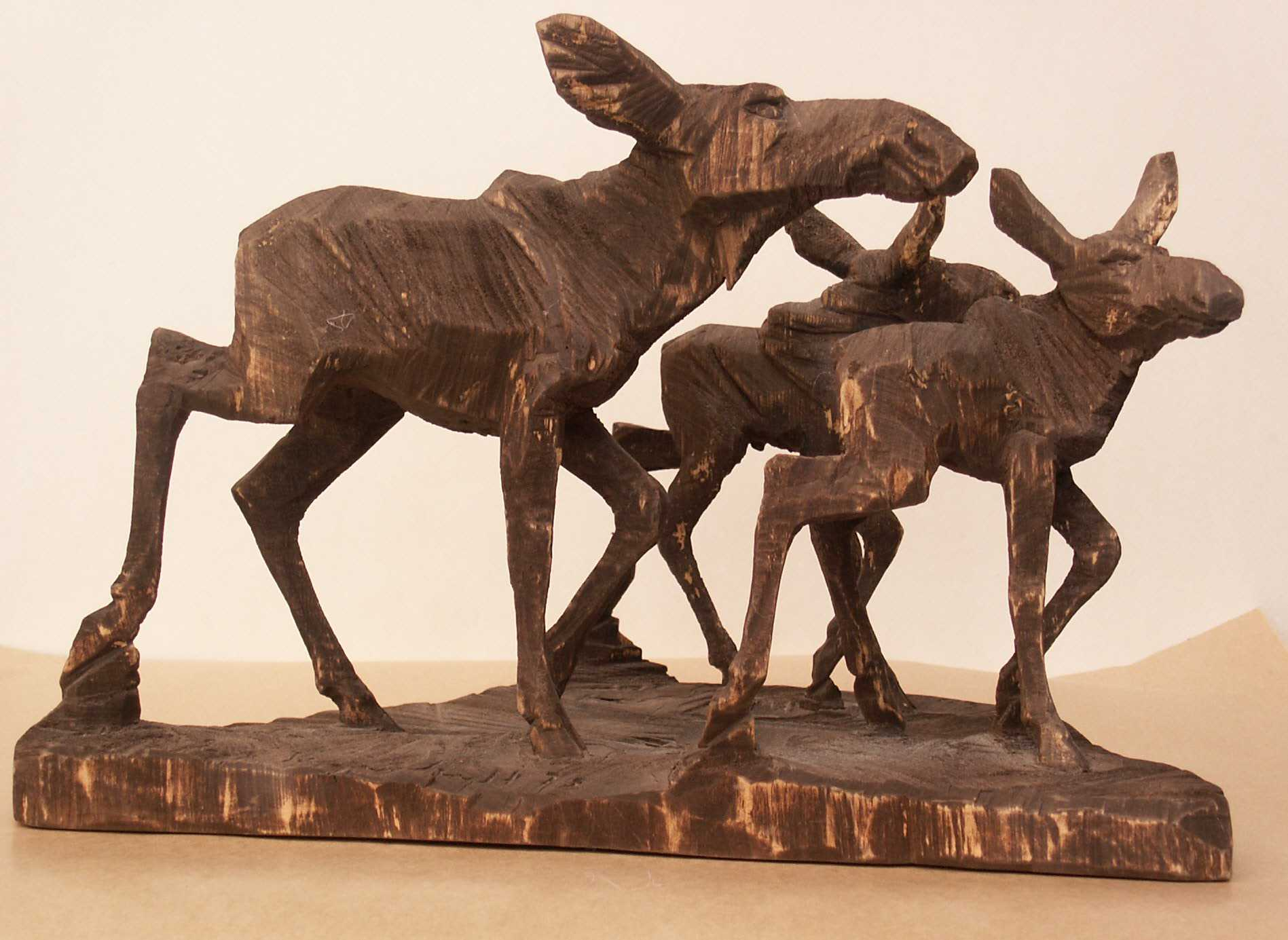
Älgko med kalvar, lind
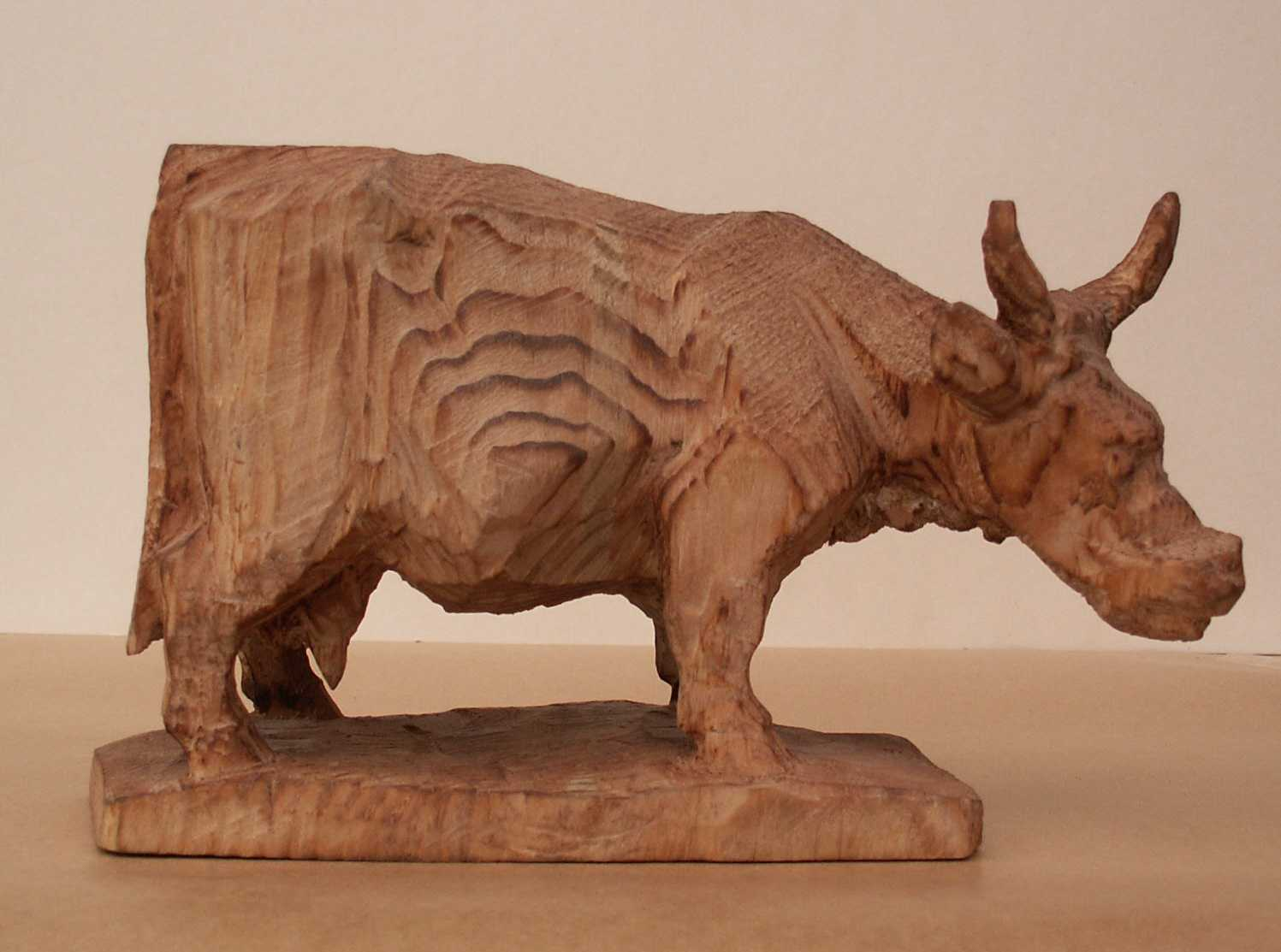
Ko, furu
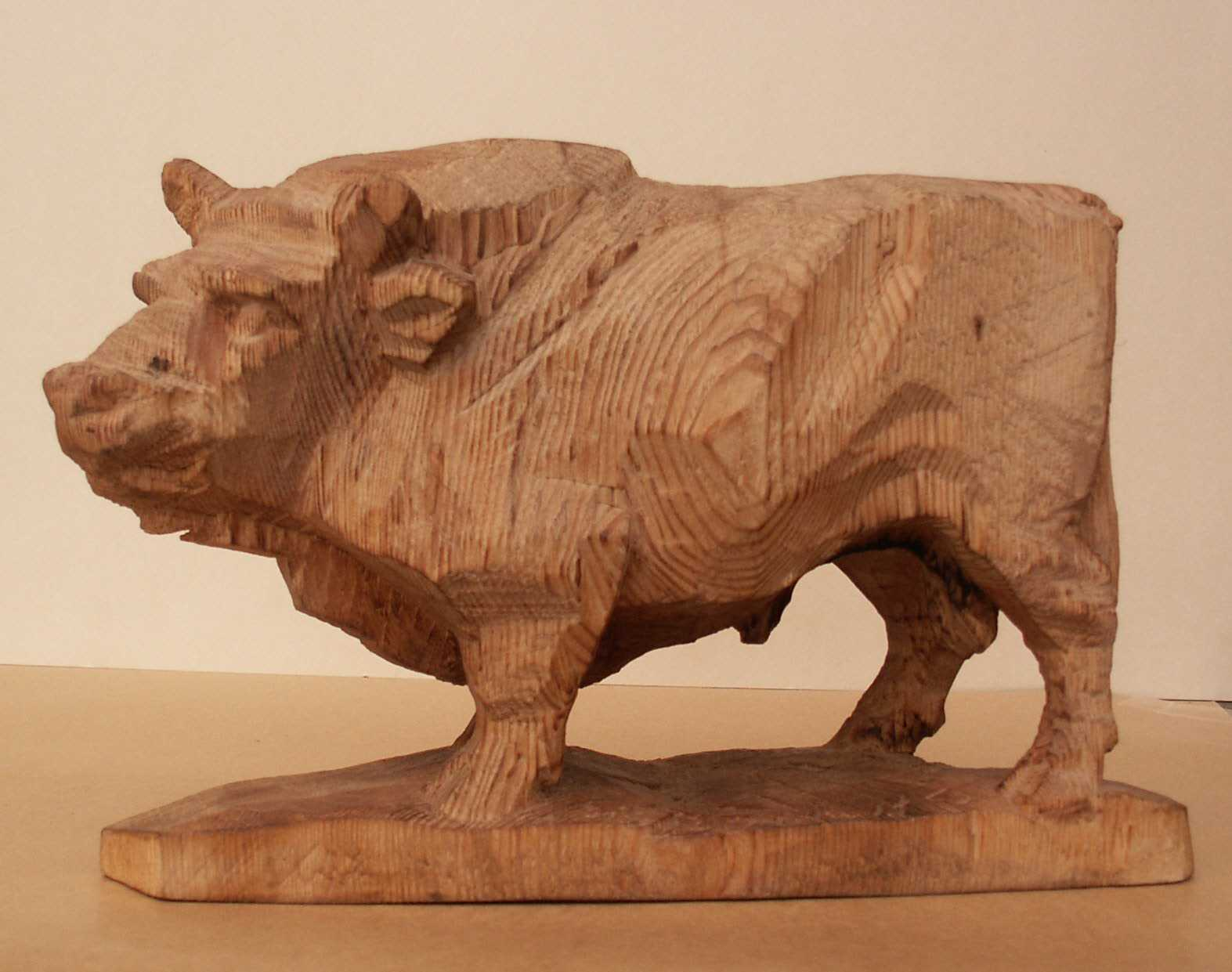
Tjur, furu
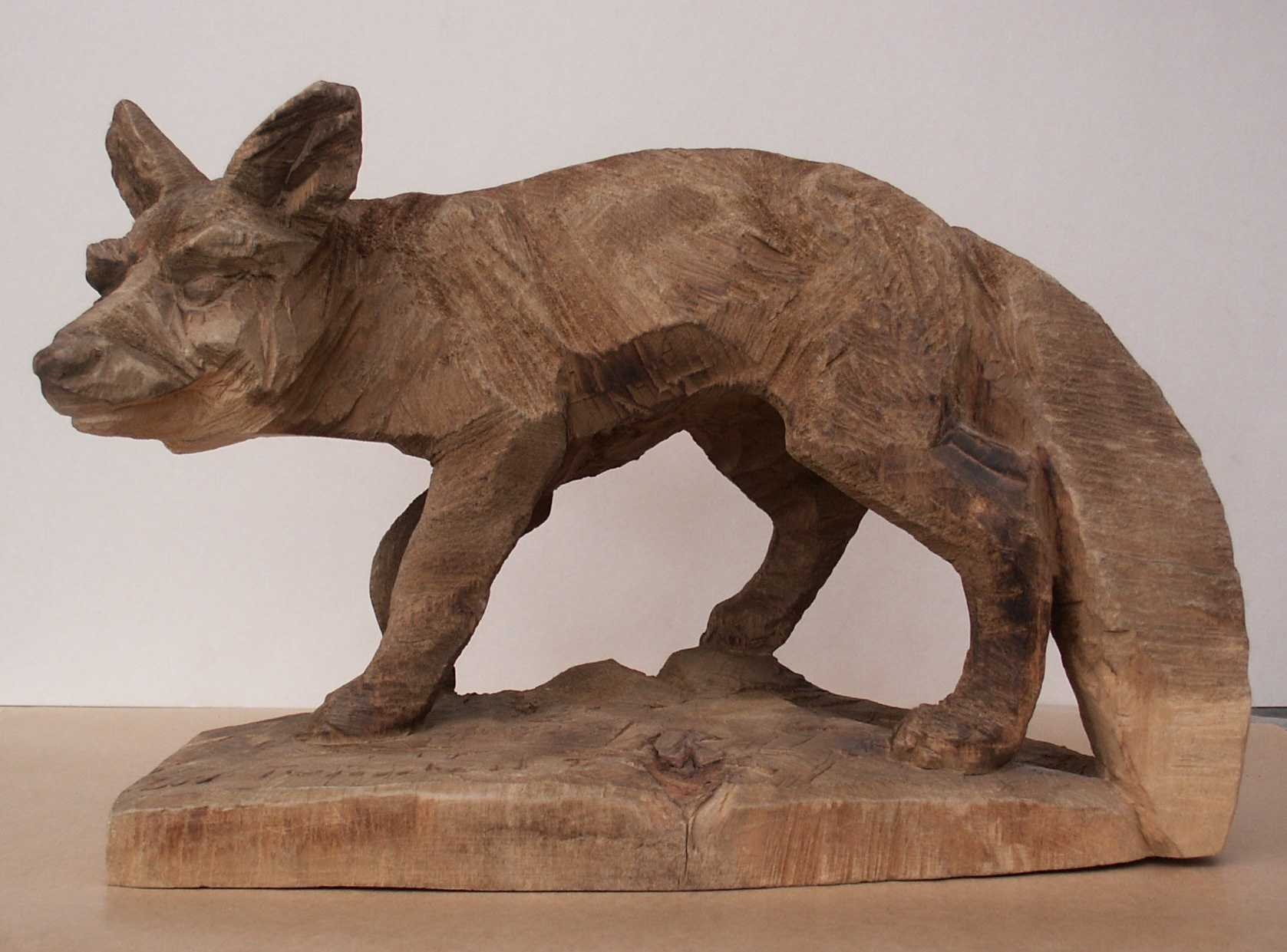
Räv, lind
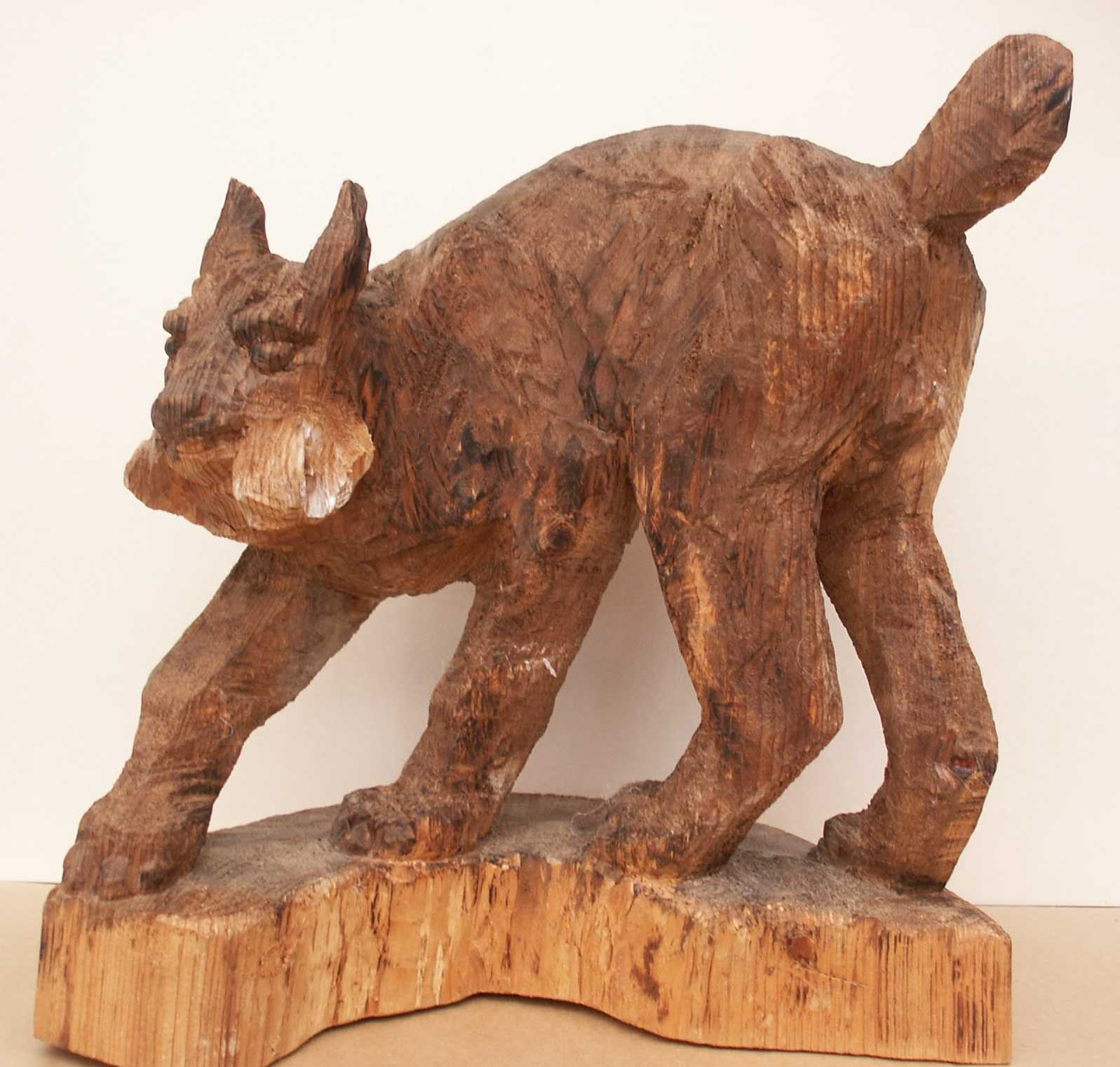
Lodjur, furu
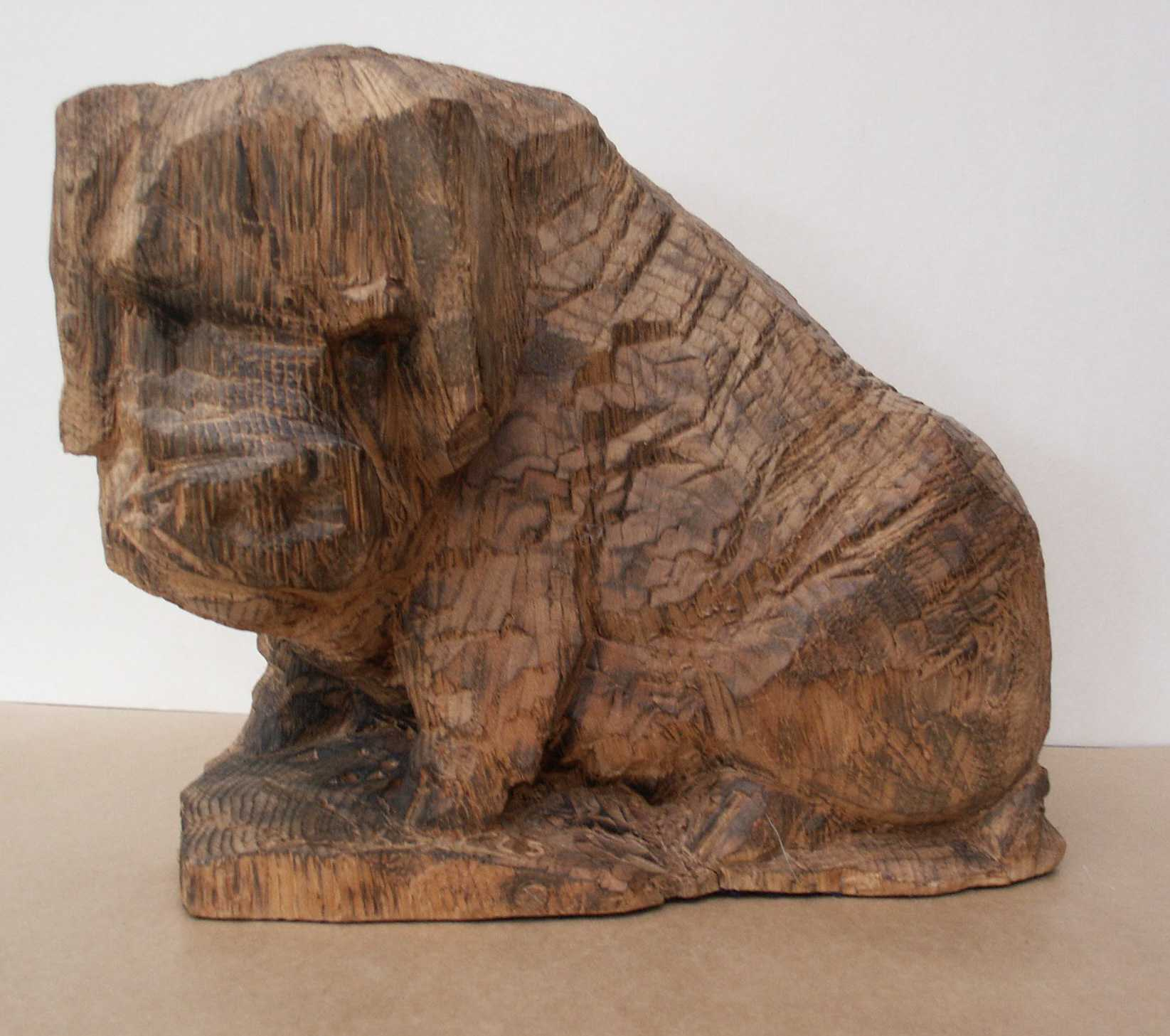
Kelgris, ek

- Reimhult är representerad vid bland annat Kalmar konstmuseum[2].

## Stipendier
- Kalmar läns kulturstipendium 1971
- Västerviks-Tidningens kulturpris 1988
- Västerviks kommuns kulturstipendium 1991